# Szerb ábécé
Szerb ábécé alatt a szerb nyelv írására használt kétféle hivatalos ábécét értjük, amelyek kölcsönösen megfelelnek egymásnak. A hagyományos írásmód a cirill íráson alapuló ábécé (szerbül српска/Вукова ћирилица / srpska/Vukova ćirilica), a mellett pedig használatos a latin írás (латиница / latinica) is.
A cirill ábécét a cirill írást alapul véve alkotta 1818-ban Vuk Stefanović Karadžić (Вук Стефановић Караџић) szerb nyelvész. Ezt az ábécét 1868-ban tették hivatalossá. Szerbia mellett hivatalos Bosznia-Hercegovinában szövetségi szinten (és kizárólagosan a Boszniai Szerb Köztársaságban), valamint Montenegróban, bár itt a latin írás elterjedtebb.
A cirill és a latin ábécé betűinek megfeleléseit a következő táblázat mutatja:
| Cirill ábécé Latin ábécé IPA | А а A [a]  | Б б B [b] | В в V [v]  | Г г G [ɡ] | Д д D [d]  | Ђ ђ Ð [d͡ʑ] | Е е E [ɛ]   | Ж ж Ž [ʒ] | З з Z [z] | И и I [i] | Ј ј J [j] |
| Cirill ábécé Latin ábécé IPA | К к K [k]  | Л л L [l] | Љ љ Lj [ʎ] | М м M [m] | Н н N [n]  | Њ њ Nj [ɲ] | О о O [ɔ]   | П п P [p] | Р р R [r] | С с S [s] | Т т T [t] |
| Cirill ábécé Latin ábécé IPA | Ћ ћ Ć [t͡ɕ] | У у U [u] | Ф ф F [f]  | Х х H [x] | Ц ц C [t͡s] | Ч ч Č [t͡ʃ] | Џ џ Dž [d͡ʒ] | Ш ш Š [ʃ] |           |           |           |

A Љ, Њ, Џ, Ђ és Ћ betűk kimondottan a szerb ábécé számára készültek. A љ és њ betűk a cirill л és н, valamint a ь összeolvasztásából keletkeztek. A џ a román cirill ábécé alapján készült. A ћ a glagolita ábécé djerv betűjéből származik, majd ezt továbbfejlesztve keletkezett a ђ betű. A ј-t a latin ábécéből vették át.

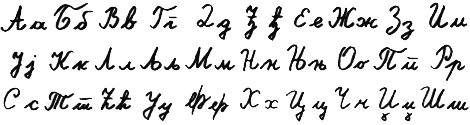
Szerb kézírású ábécé – mind a 30 nagy- és kisbetű. Az utolsó, a kis ш, opcionálisan aláhúzható.

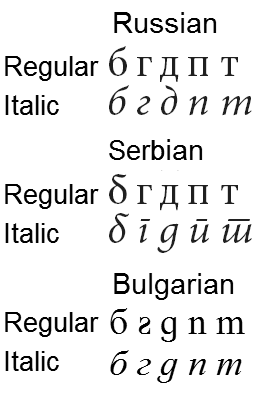
Az orosz (fent) és a megfelelő szerb/macedón (alul) karakterek.

## A cirill és a latin írás viszonya
A szerb helyesírást a magyar MTA szerepét betöltő Szerb Matica (Matica srpska) szabályozza, melynek hatályos helyesírási szabályzata az 1993-as Pravopis srpskoga jezika. A kötet kimondja: „nyelvünk standard írásai: a cirill és a latin”. A szabályzat a szerb kétábécés mivoltára „kétábécés gyakorlat”-ként hivatkozik. Az említett „akadémiai” szabályzat iskolai kiadása így fogalmaz: „Az elsőrendű és alapvető írás a cirill. […] Az újabb kori művelődéstörténeti fejlődés és a korszerű kulturális és tudományos igények odahatottak, hogy a latin is a szerb nyelv standard írásának tekinthető.” Dr. Milorad Dedić helyesírási kézikönyve (Pravopis srpskog jezika) ezt írja: „A szerb nyelv két írást használ: a cirillt és a latint.”
Létezik továbbá az 1991-es szerb nyelvtörvény, amelynek első szakasza leszögezi: „A Szerb Köztársaságban a cirill írás van hivatalos használatban, a latin írás pedig a jelen törvényben megállapított módon.” Amint az elkövetkező részletezésből kiderül, a törvény hatálya a (központi) állami, tartományi, helyi önkormányzati szervek (hatóságok) és közhatalmi jogosítványokat gyakorló közintézmények, vállalatok és egyéb szervezetek nyelvi megnyilatkozásaira terjed ki – nem esik szó tehát a sajtóról, szak- vagy szépirodalomról. Ugyanennek a dokumentumnak a következő fejezete az alábbi címet viseli: „II. A latin betűs írás hivatalos használata” (tehát a latin írás is a hivatalos nyelvhasználat részét képezi). Ez többek között a horvátok és a bosnyákok miatt került be a törvénybe, akiknek a közhatalmat gyakorló hatóságok, szervezetek kérésre kötelesek latin betűkkel írott határozatokat, bizonyítványokat stb. kézbesíteni.
Összefoglalásképp a következőket lehet elmondani:
1. A szerb nyelvtörvény csak a hivatalos nyelvet szabályozza, de abba a sajtó, a tudomány, az oktatás nyelve nem tartozik bele, a külföldön élő és más nyelven író nyelvhasználata pedig még kevésbé.
2. Az újabb álláspontot a szabályzat (a Szerb Matica kiadványa) képviseli, amely a szerbet eleve kétábécés nyelvként írja le.
3. A nyelvtörvény bizonyos esetekben nemcsak hogy megengedi a latin betűs szerb írást, hanem elő is írja a törvényben érintett emberek jogaként.
4. Egy nyelv írásrendszerének megállapításában ahogy Magyarországon a Tudományos Akadémiát tartjuk illetékesnek elsősorban, úgy Szerbiában ezt a szerepet a Szerb Matica tölti be, nem pedig a politikai döntéshozó szervek. A nyelvtörvény maga sem kívánta felülírni a szabályzatot, csak a hivatalos (jogi, adminisztratív) iratok írásmódját szabályozza. Ezt a nyelvtörvényt, mint a miloševići kor termékét, sokan elavultnak tekintik; javított kiadása régóta készül.
5. A gyakorlati nyelvhasználat azt mutatja, hogy még a hivatalos színtereken is megközelítőleg egyenrangú a latin írás: a minisztériumok honlapján választani lehet a cirill és a latin írás között, a főhatóságok gyakran alkalmazzák levelezésükben, rendelkezéseikben a latin írást (is), a tudományos igényű tanulmányok pedig javarészt latin írással születnek. Ami pedig a hivatalos nyelvhasználaton túlmutató írásgyakorlatot illeti, megfigyelhető, hogy mindkét írással jelennek meg újságok, az iskolai tankönyvekben mindkettőt tanítják, a könyvek jó részét, különösen a technikai témákkal foglalkozókat szintén főként latin betűvel nyomtatják.

A magyar helyesírás csak az idegen írásrendszerű nyelveknél írja elő az átírást, a latin írású nyelvek szavait eredeti alakjukban vesszük át – nincs olyan kitétel, hogy az adott nyelvnek csak latin írású változata lehet. Az OH. útmutatója megerősíti, hogy a szerbnél a latin írásrendszert vesszük figyelembe. Ez annál is inkább célszerű, mivel Szerbiában nemcsak szerbek élnek, hanem például horvátok és bosnyákok is: az előbbiek kizárólag, az utóbbiak pedig elsősorban latin betűket használnak. A közéleti személyiségek közt is előfordul több nemzetiség (Rasim Ljajić munkaügyi és szociális miniszter például bosnyák), és náluk az átírt magyar változat nemcsak helyesírásilag lenne indokolatlan, hanem hamisan keltené a szerb nemzetiség benyomását – a cirill írás erőltetése tehát rengeteg hibára és téves azonosításra ad alkalmat. Aránytalan erőfeszítésbe kerülne továbbá kideríteni egy-egy Szerbiában élő személyiségről (vagy akár egy tizenegy tagú labdarúgó-válogatottról), hogy melyikük milyen nemzetiségű, és ennek fényében igényel-e átírást a nevük – nem beszélve a vegyes házasságokból született emberekről, például a szerb apától és horvát anyától született Nataša Janićról. (Őnála kivételesen mentő megoldást jelent, hogy magyarrá honosodva immár Janics Natasának hívják.) Elvi és gyakorlati, szerb és magyar, történeti és jelenkori vonatkozások tehát egyaránt indokolják, hogy magyar szövegekben a szerb latin írásmódját vegyük figyelembe.
A kettősség a Wikipédia internetes lexikonban is megfigyelhető: a más nyelvű változatokról a szerbre mutató nyelvközi link eleve a Српски / Srpski feliraton érhető el. Ez a cirill írású változatra vezet, de a kezelőfelület tetején elérhető latinica gomb kérésre előállítja az aktuális szócikk latin változatát, a ћирилица (ćirilica) gomb pedig a cirill írású változatát hozza elő, l. például latin, cirill.
Megjegyzendő továbbá, hogy egyetlen latin írású nyelv sem folyamodik átíráshoz a szerb nevek esetén (Koštunica nevét például nem írja az angol *Koshtunitsának, a német *Koschtunizának), ahogyan azt egy, a latintól eltérő írású névnél tenné, hanem a latin írású alakot veszi át egy az egyben.

## Külső hivatkozások
- Omniglot.com
- Szerb ábécé
- Szerb cirill írás
- „Djokovics?” – Fából vaskarika! – Délszláv nevek magyar szövegkörnyezetben (Túri Gábor cikke, Magyarkanizsa, Szerbia)
- Visszaszorulóban a cirill betűs írás Szerbiában? (E-nyelv.hu, a Mult-kor.hu és a Litera.hu alapján)